# ستيفن جاكسون (لاعب كرة قدم أمريكية)
ستيفن جاكسون (بالإنجليزية: Steven Jackson)‏ هو لاعب كرة قدم أمريكية أمريكي، ولد في 11 مايو 1984 في كولومبيا في الولايات المتحدة.